# Fassfabrik Frühinsholz

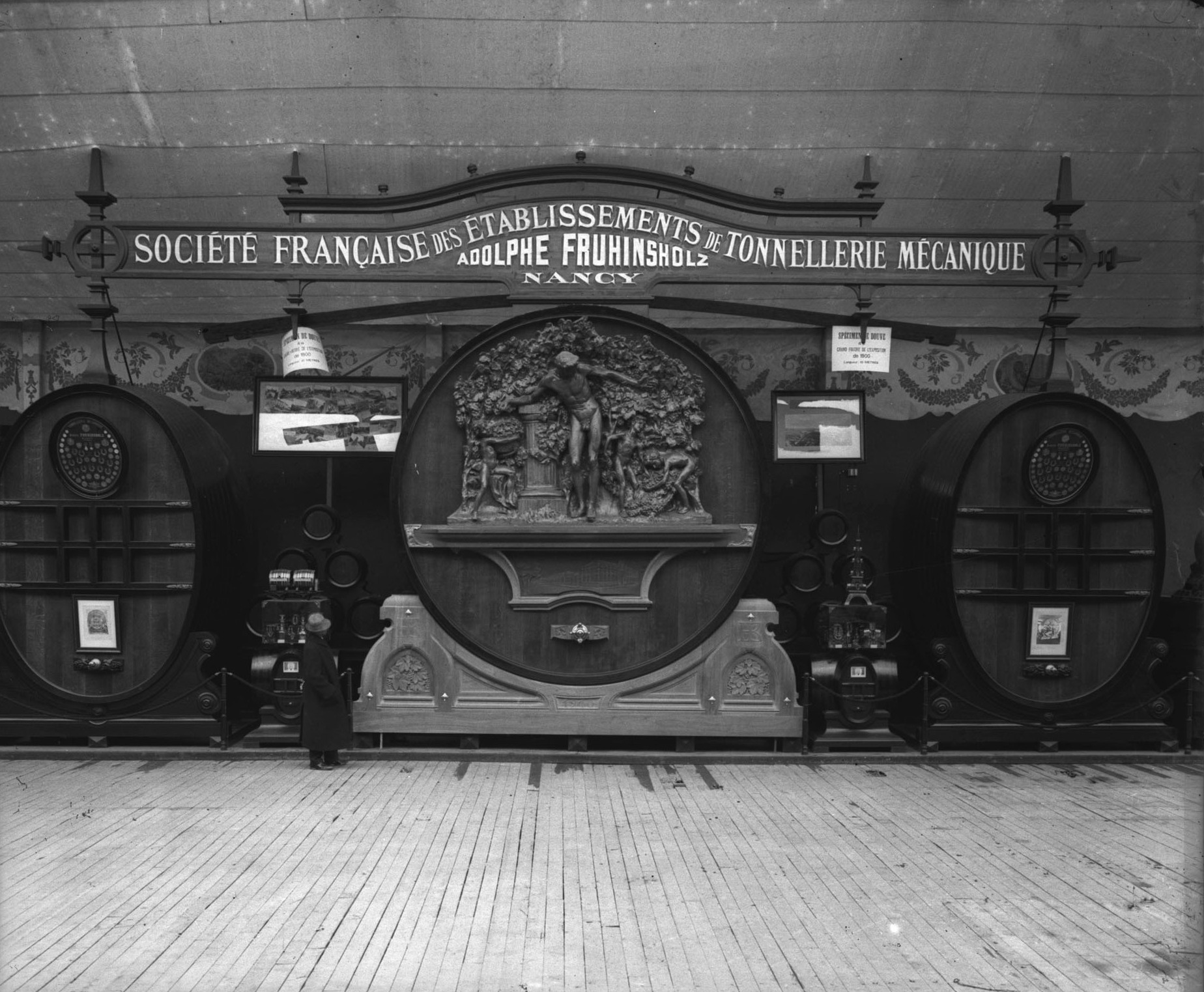
Weinfass der Adolphe Frühinsholz auf der Exposition Internationale de l’Est de la France, 1909

Die Fassfabrik Frühinsholz (französisch Société Francaise des Etablissements de Tonnellerie Mécanique, Adolphe Fruhinsholz, Nancy) war ein Fasshersteller in Nancy im Département Meurthe-et-Moselle von Frankreich. Zu Beginn des 20. Jahrhunderts galt Frühinsholz als die bedeutendste Fassfabrik der Welt.

## Geschichte

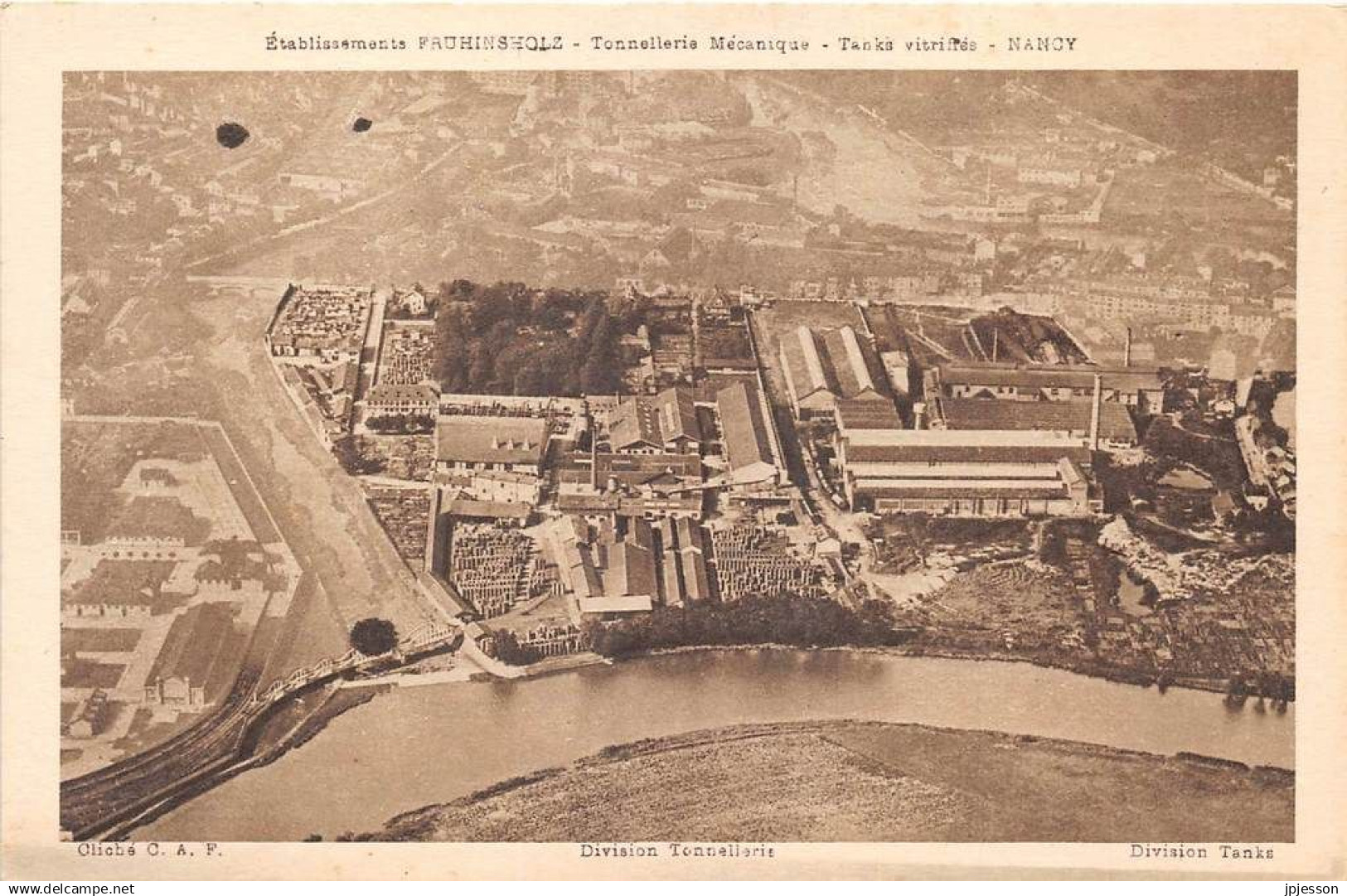
Luftbild der Fassfabrik in Nancy, um 1910

Charles Frühinsholz (1812–1889) gründete 1849/1850 eine Fassfabrik in Schiltigheim bei Straßburg. Seine drei Söhne übernahmen zu seinen Lebzeiten den Betrieb, der dann als Gebrüder Frühinsholz (französisch Frühinsholz Frères) firmierte. Ab 1866 wurden die Werkzeugmaschinen von einer Dampfmaschine angetrieben. Nach dem Deutsch-Französischen Krieg und der Abtrennung des Elsass gründeten die Brüder 1872 eine Fassfabrik im französischen Bayon, die Auguste Frühinsholz (1849–1924) leitete. Zuvor gab es im Tal der Meurthe keine bedeutende Fassfabrik. Zehn Jahre später hatte diese Fabrik fünfzig Mitarbeiter und war Hauptlieferant der Brauereien in Lothringen. Die Fabrik erwarb von einem Sägewerk ein großes Gelände in Nancy und verlegte 1881/1882 ihren Standort. Mit benachbarten Unternehmen des Maschinenbaus entwickelte sich eine erfolgreiche Zusammenarbeit bei der weiteren Mechanisierung der Produktion.
Als Sadi Carnot im Juni 1892 Nancy besuchte, beschäftigte die Fabrik 175 bis 200 Arbeiter, von denen die Mehrzahl in Werkswohnungen auf dem Betriebsgelände untergebracht war. Die Dampfmaschine mit einer Leistung von 150 PS trieb 64 Werkzeugmaschinen an. Für den Empfang des Präsidenten hatten die beiden „elsässischen“ Fabrikanten Daum und Frühinsholz einen „monumentalen“ Bogen errichtet. Neun Jahre später wurde die Fabrik die Aktiengesellschaft Société Francaise des Etablissements de Tonnellerie Mécanique, Adolphe Fruhinsholz, Nancy. Adolphe Frühinsholz (1845–1938) hatte 1889 die Leitung übernommen, die er 1920 an seinen Sohn Adolphe (1869–1960) abgab. Der Vater wurde 1935 zum Kommandeur der Ehrenlegion ernannt, sein Sohn führte bis 1949 das Unternehmen. Die Aktiengesellschaft verdoppelte von 1901 bis 1911 den Umsatz. Das Unternehmen gewann neue Kunden in Südamerika und nahm an vielen bedeutenden Ausstellungen teil, unter anderem in Wien (1873), Paris (1878, 1889, 1900), Oran (1886), Tunis (1896), St. Louis (1904), Kapstadt (1905), Mailand (1906) und Buenos Aires (1910).
Das Unternehmen und das Betriebsgelände wurden 1956 an Nordon verkauft, der Rohrhersteller Fives Nordon ist dort weiterhin tätig (Stand 2024). Die Sparte der Fassbinderei kaufte 1969 die Küferei Marchive (Tonnellerie Marchive), die die Maschinen aus Nancy an ihren Standort in Jarnac verlegte, nachdem sie dort weitere Fabrikgebäude errichtet hatte. Um 1970 hatte Marchive etwa 100 Mitarbeiter und stellte eine große Anzahl von Holzfässern und Metalltanks her. Bis 1987 verringerte sich die Produktion auf 30 Fässer pro Tag mit 16 Mitarbeitern.
Charles Frühinsholz (1847–1911) hatte 1871 für das Deutsche Reich optiert und Frühinsholz Frères bzw. Gebr. Frühinsholz in Schiltigheim übernommen. Die Firma lautete ab 1889 Erste Elsässische mechanische Küferei AG. vorm. Frühinsholz. Zum Unternehmen in Nancy bestand spätestens 1909 keine Verbindung mehr. Seit 1908 firmierte der Betrieb als Aktien-Binderei vormals Frühinsholz in Schiltigheim.

## Lage und Gebäude

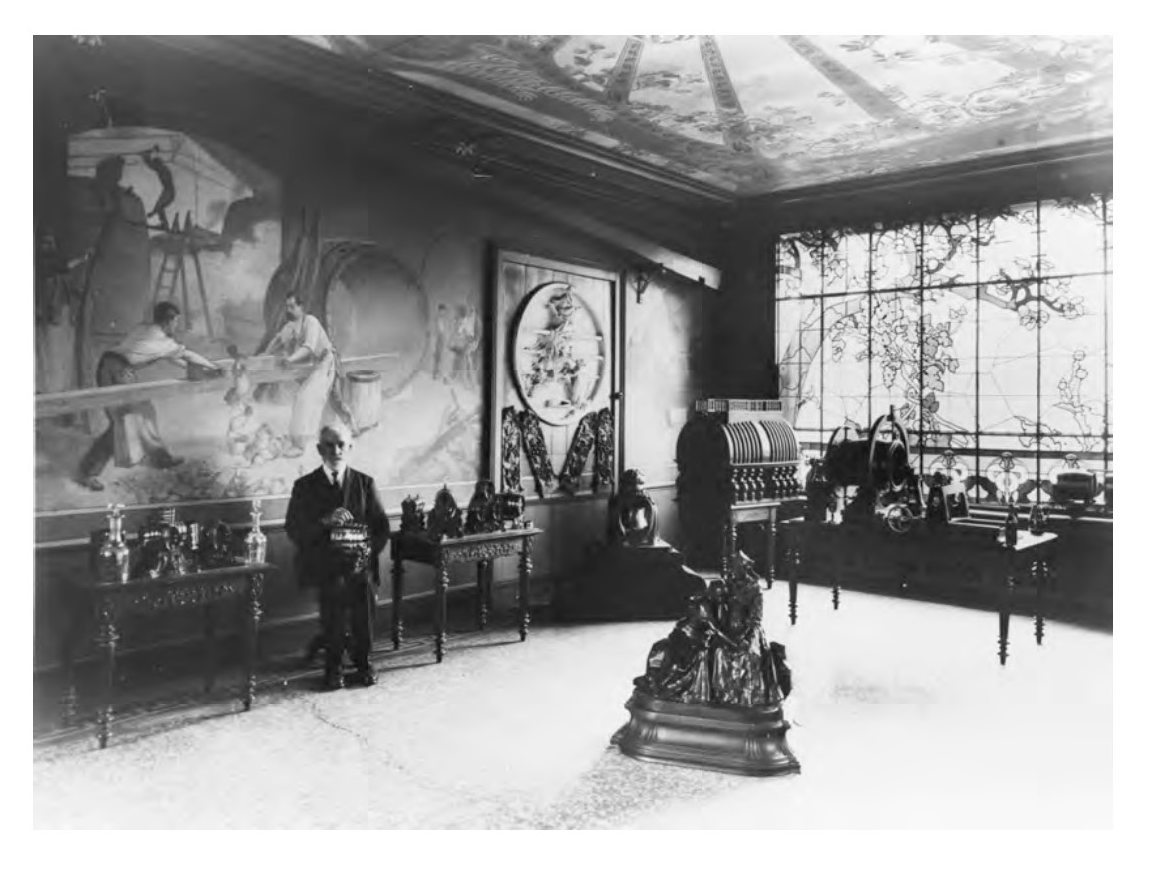
Ausstellungssaal in Nancy

Das Unternehmen nahm in Nancy den südlichen Teil eines Geländes im Faubourg Saint-Georges ein, das von der Meurthe umflossen wurde. Es war 100.000 Quadratmeter groß, 60 % der Fläche nahmen Holzlagerplätze sowie Lagerhallen ein und 10 % die verschiedenen Werkstätten, in denen 1909 etwa 200 Arbeiter tätig waren. In einem großen Fachwerkgebäude im elsässischen Stil befand sich ein Teil der Werkswohnungen. Der Park im nordwestlichen Teil des Areals ist noch erhalten. An der Ausfallstraße lag das Chalet der Unternehmerfamilie. Von ihm wurde lange Zeit fälschlicherweise angenommen, dass es nach 1870 Stück für Stück in Schiltigheim abgebaut und in Nancy wieder aufgebaut worden sei. Ein Zeitungsartikel in L’Est Républicain vom 7. Dezember 1889 widerlegt diese Annahme und erklärt, dass die Materialien wohl aus Schiltigheim kamen, aber dort von einem der Brüder Frühinsholz neuwertig erworben wurden, um 1888 das Chalet in Nancy zu errichten. Nachdem das Chalet während des Zweiten Weltkriegs erst von der deutschen Armee und dann von der amerikanischen Armee besetzt worden war, war sein Zustand so schlecht, dass es in der Nachkriegszeit abgerissen wurde.
Östlich des Chalets wurde 1912 das Maison Frühinsholz im Heimatstil errichtet. Es ist, wie die 1908 von Léon Cayotte im Jugendstil entworfene Villa Frühinsholz, in die Liste der denkmalgeschützten historischen Monumente in Nancy eingetragen.
In Schiltigheim wurde 1900 ein neues Hauptgebäude der Fabrik erbaut. Vor der alten Fabrik ließ Charles Frühinsholz 1903 ebenfalls eine Villa Frühinsholz errichten. Entworfen wurde sie von den Straßburger Architekten Albert Brion und Eugène Haug. Ein privates Bahngleis ließen Frühinsholz und der Gerber Herrenschmidt anlegen. Die drei Objekte sind in das Denkmalinventar der Region Grand Est eingetragen. Die Villa wird als Verwaltungsgebäude einer Berufs- und Industriehochschule genutzt.

## Kunstsammlung
Die Familie Frühinsholz war nicht nur ihren Traditionen verbunden, sondern auch der modernen Kunst. Sie kaufte Kunstwerke von Daum und Émile Gallé und ließ Letzteren und Eugène Vallin an der Ausschmückung der monumentalen Fässer für die Weltausstellung in Paris im Jahr 1900 und die internationalen Ausstellungen von Saint Louis und Buenos Aires arbeiten. Um 1898 installierte Adolphe Frühinsholz an der linken Wand seines Ausstellungsraums ein Buntglasfenster von Jacques Grüber, das einen Apfelweinbaum, Weinreben und Disteln darstellt.

## Bedeutende Fässer

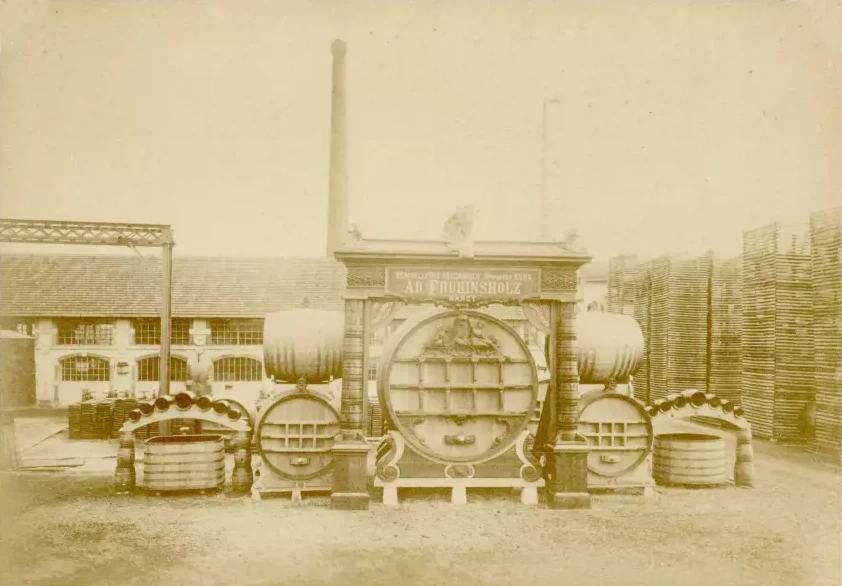
Ausstellungsstücke von Adolphe Frühinsholz für die Weltausstellung in Paris kurz vor der Auslieferung, 1889

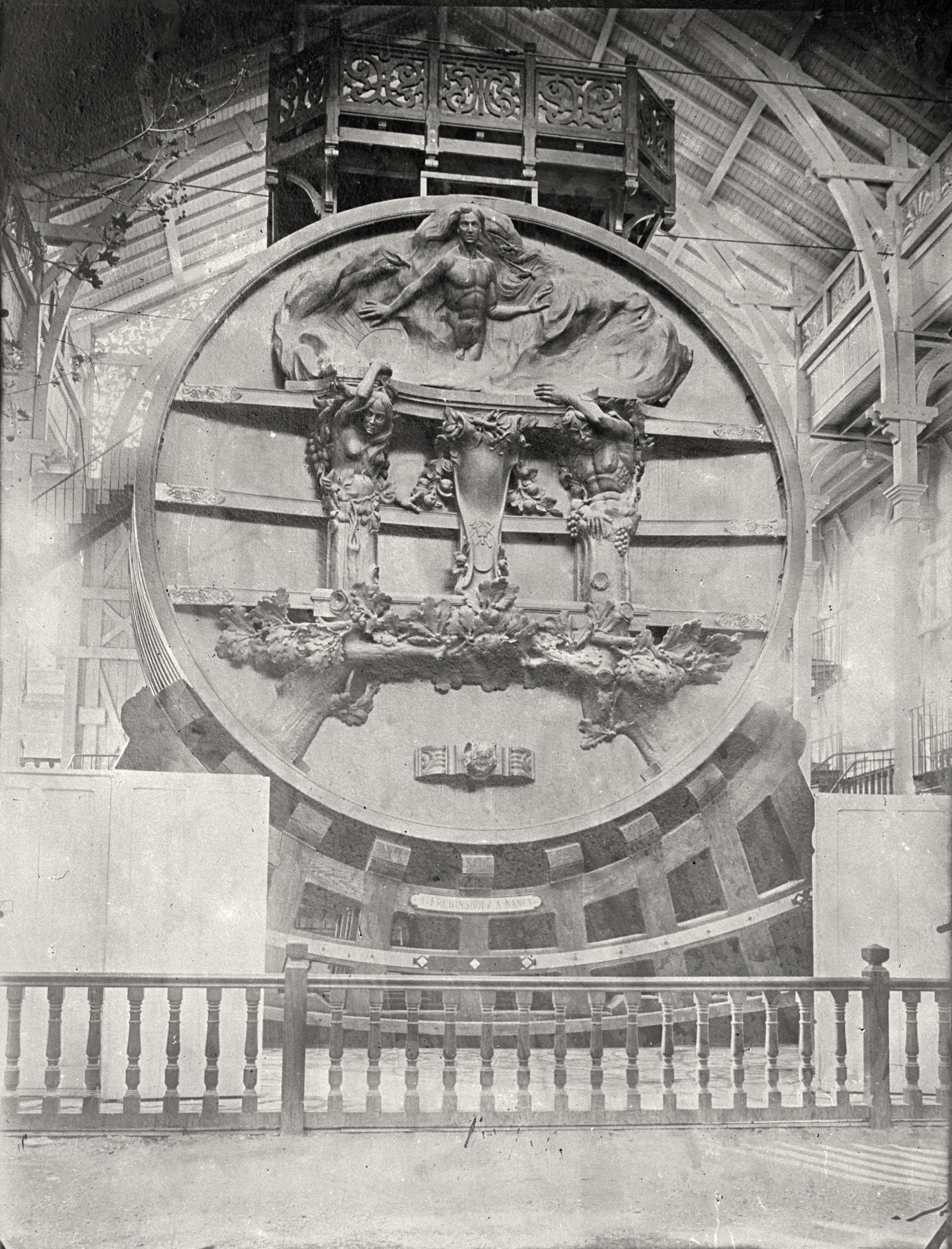
Das größte Weinfass der Welt für die Pariser Weltausstellung 1900

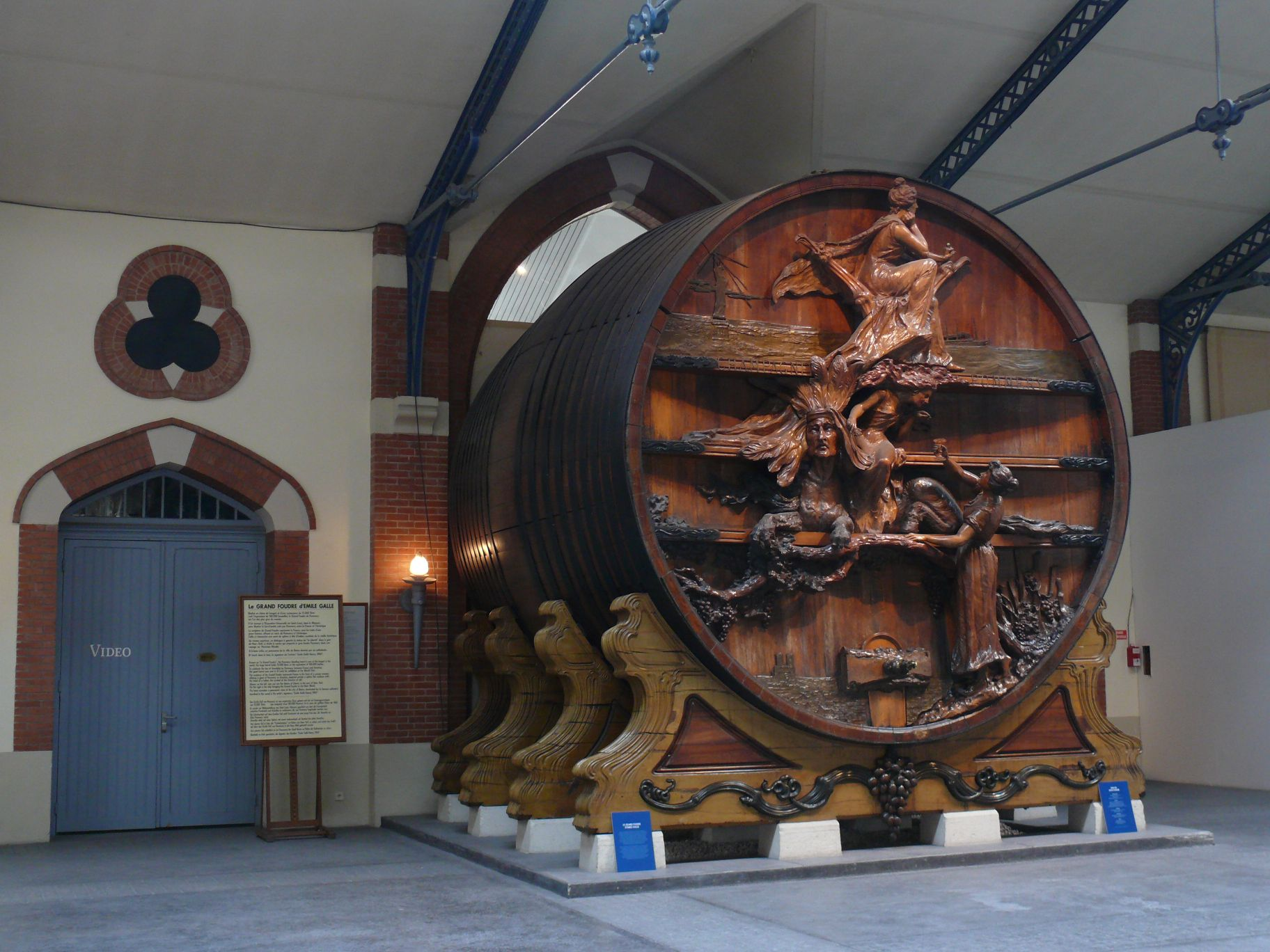
Künstlerisch gestaltetes Fass der Fassfabrik Frühinsholz, Nancy für die Weltausstellung in Saint Louis, 1904

### Das große Fass von Chigny-les-Roses, um 1855
Das große Fass von Chigny-les-Roses wurde wahrscheinlich in den 1850er Jahren von der Fassfabrik Frühinsholz hergestellt und vom Champagnerhaus Legros-Pagnon genutzt. Mit seiner Höhe von drei Metern und einem Leergewicht von fünf Tonnen konnte es 20.800 Liter fassen. Das Fass war in den Kellern eines Hauses vergessen worden und wurde 2020 im Rahmen einer Erbschaft wiederentdeckt. Einer der Erben hat es der Gemeinde geschenkt, die es für 60.000 € renovierte und im Dorfzentrum als Touristenattraktion ausstellt.

### Weinfass für die Weltausstellung in Paris, 1889
Bei der Pariser Weltausstellung 1889 aus Anlass des hundertjährigen Jubiläums der Französischen Revolution, für die der Eiffelturm errichtet und die mit einer Decauville-Bahn erschlossen wurde, stellte die Fassfabrik Frühinsholz fünf Weinfässer unterschiedlicher Größe und zwei Bottiche aus.

### Riesenweinfass für die Weltausstellung in Paris, 1900
Das damals größte Fass der Welt versetzte auf der Weltausstellung Paris 1900 Tausende von Besuchern mit seinen Dimensionen in Erstaunen: 14 Meter Höhe, 9,25 Meter Durchmesser, ein Fassungsvermögen von 420.000 Litern und ein Gewicht von 150 Tonnen. Acht Jahre Trocknungszeit und achtzehn Monate Herstellungszeit waren nötig, bevor es 1899 in Nancy bei einem riesigen Bankett mit 150 Gästen eingeweiht wurde, die vor seinem Transport in die Hauptstadt im Inneren Platz nahmen:

„Meister Adolf Frühinsholz […] arbeitet seit drei Jahren an den Riesenfaße, dessen Material aus jungfräulichem Walde im Staate Mississippi stammt. Bäume unter zwei Meter Durchmesser blieben unberücksichtigt. In zwölf Waggons wurde das Holz im Werthe von 70,000 Francs von Havre nach Nancy geschafft. Die Arbeit begann zunächst mit der Ausmusterung der nicht ganz knotenfreien Stücke, dann wurde mit aller gebotenen Vorschrift das Gerüst errichtet, und im Uebrigen nach den alten bewährten Zunftregeln das Werk gefördert, welches bisher ohne nenneswerthten [sic!] Unfall von Statten ging. Das Faß ist fertig bis auf die Bildhauerarbeit und die sonstige Ausschmückung. Vorgestern gab Herr Frühinsholz Freunden und Genossen ein Banket im Innern des Fasses. Hundertfünfzig Couverts! Und man saß nicht allzu gedrängt, allerdings in mehreren Etagen. Der Längendurchmesser beträgt 9,40 Meter, der Höhendurchmesser 9 Meter. Herr Frühinsholz ist noch nicht entschlossen, ob für die 4200 Hektoliter, welche sein Riesenspielzeug faßt, eine ober mehrere Biersorten werden Verwendung finden. Es lassen sich nämlich mit Leichtigkeit Fächer herstellen. Das Faß erhält seinen Platz in der Pariser Maschinenhalle, Abtheilung für Nährmittel, Avenue de la Bouonais [sic! Gemeint ist die Avenue de La Bourdonnais]. Selbstverständlich bedingt der Transport des 240 Tonnen schweren Fasses von Nancy nach Paris, da es in Theilen expedirt wird, gewisse Vorbereitungen. Der Architekt Sansboeuf und der Bildhauer Valin [sic!] in Berlin sind Helfer des Herrn Frühinsholz.“

Die Beförderung dieses Kolosses nach Paris erforderte eine sorgfältige Demontage und einen ganzen Eisenbahnzug mit dreißig Güterwagen. Das Giebelfeld war ein Werk des Ebenisten der École de Nancy, Eugène Vallin (1856–1922), und symbolisierte das Neue Jahrhundert, das mit seinen Händen die Wolken auseinanderzieht. Der Vordergrund bestand aus drei geschnitzten Querbalken und drei Trägern: einer Karyatide, einem Schild und einem Atlanten. Die Karyatide symbolisierte Bier, der Schild stand für Cidre und der Atlant für Wein.
Die Herstellung des Fasses kostete umgerechnet etwa 120.000 ℳ (entspricht heute etwa 1.000.000 EUR).
Das Fass wurde 1901 bei einem der zahlreichen Brände auf dem Betriebsgelände zerstört.

### Fass für die Weltausstellung in Saint-Louis, 1904
Auf der Louisiana Purchase Exposition wurde 1904 ein reich dekoriertes Fass ausgestellt, das nicht nur durch seine Größe (5,4 m Durchmesser, 5 m Länge, 75.000 Liter Inhalt), sondern vor allem durch die Qualität seiner Skulpturen beeindruckte. Für die künstlerische Gestaltung beauftragte die Champagner-Kelterei Pommery in Reims die Adolphe Frühinsholz-Gesellschaft und den Schnitzer Émile Gallé (1846–1904). In einer Broschüre über die „Société française des établissements de tonnellerie mécanique Adolphe Frühinsholz Nancy (France)“ wird die Symbolik seines Kunstwerks erwähnt: „Der Leiter der Schule von Nancy hat, seiner Gewohnheit folgend, aus der Bestimmung des Objekts, das ein Champagnerfass ist, das Thema seiner Komposition abgeleitet: Eine Winzerin aus der Gegend von Reims, inmitten ihres Weinbergs, aus dem eine mächtige Ranke entwächst, hängt schmackhafte Trauben entlang eines Querbalkens auf. Die französische Winzerin reicht einer jungen Amerikanerin, die die Stadt St. Louis symbolisiert und auf einem kuriosen und verwirrenden Hippogreif mit dem Kopf einer Rothaut sitzt, ein Sektglas mit der schäumenden Flüssigkeit, die die Amerikanerin mit einem Strohhalm schlürft. An der Spitze der Gruppe werden die Vereinigten Staaten von Nordamerika durch eine reiche Madonna dargestellt, deren Finger mit den Edelsteinen des Wilden Westens geschmückt sind und die auf einem hohen Stuhl sitzt. Ihre meditative Pose strahlt Macht, Stolz, energischen Willen und Zuversicht aus. Ihr Blick scheint den Horizont zu erforschen, vorbei an den Handels- und Kriegsschiffen, die in die Häfen ein- und auslaufen, vorbei an der Freiheitsstatue, die ihr Leuchtfeuer in den Himmel reckt. In den freien Räumen zwischen den Balken im unteren Teil erscheint die Stadt Reims mit den beiden Türmen ihrer Kathedrale, deren Künstler sich freuen würden, wenn sie fünf Jahrhunderte nach ihrem Tod die naturalistische Kunst, die ihnen so lieb war, wieder aufblühen sehen würden. Die Eidechsen, die die Beschläge zieren, erinnern an ihre Manier, und der mit zwei Weinbergschnecken verzierte Zapfhahn ist in einem Stil gehalten, der sie mit Freude erfüllt hätte.“

### Größtes Fass der Welt, 1949
Von 1935 bis 1949 fertigte Frühinsholz das größte Eichenfass der Welt an. Es wurde 1950 bei Byrrh in Thuir aufgestellt und fasst 1.000.000 Liter. Es wiegt leer 110 Tonnen, hat eine Höhe von zehn und einen Durchmesser von zwölf Metern. Das größere Dürkheimer Riesenfass diente nie der Aufnahme von Flüssigkeiten.

## Patente

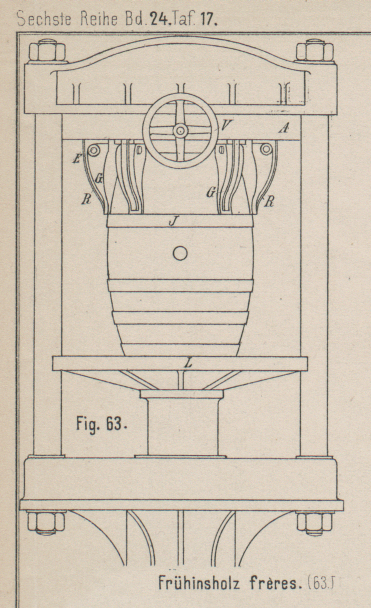
Reichs-Patent für Fassbindemaschine

Bei der Fassbindemaschine von Frühinsholz Frères in Schiltigheim wird die Pressplatte durch Wasserdruck auf den zusammengesetzten Fasskörper gepresst.
„Das zu bindende Fass wird auf die Platte L der hydraulischen Presse gesetzt. Nachdem man den Reifen J aufgeschoben hat, lässt man die untere Platte sanft anheben und dreht das Handrad V so, dass die Klauen G die für den Reifen passende Stellung einnehmen. Die Einrichtung gestattet das Aufbringen sämtlicher Reifen von gleicher Weite, ohne dass man Änderungen vorzunehmen hätte. Die Klaue G kann sich um ihr Scharnier E und aus der normalen Lage seitlich herausbewegen, wird aber durch eine mittels Schrauben an ihrem Gleitstücke befestigte Blattfeder R in dieselbe zurückgedrückt. Die so den Klauen mitgeteilte Elastizität gestattet ihnen, nach Maßgabe der Zunahme des Fassdurchmessers auseinander zu gehen. Die auf den Reifen wirkende Klauenfläche ist schwach abgeschrägt, so dass sie senkrecht zur Fassoberfläche zu stehen kommt, und nach Art einer Feile gehauen, um Gleiten auf dem Reifen zu verhindern. Die innere senkrechte Seite der Klauen ist hohlzylindrisch, entsprechend einem Durchmesser gleich dem des größten mittels derselben aufzutreibenden Reifens, um die Berührung zwischen beiden Stücken auf einer Maximalfläche stattfinden zu lassen. Die Klauen sind so lang, dass die der Mitte des Fasses zunächst liegenden Reifen aufgetrieben werden können unter Belassung eines die weitere Bewegung des Fasses gestattenden Zwischenraumes zwischen oberem Fassboden und Platte A. Das Auftreiben der Bodenschlussreifen geschieht, indem man die Klauen auseinanderzieht und das Fass bis gegen die Pressplatte heranhebt.“

## Firmenschriften und Filmberichte
- Société Francaise des Etablissements de Tonnellerie Mécanique, Adolphe Fruhinholz, Nancy, France, 1909. Siehe auch: Digitalisat.
- Pierre Claudin und Charles-André Doley: Les Établissements de Tonnellerie Mécanique Adolphe Fruhinsholz. Video, 1929, franz. u. engl., 2:33 min.

## Nachweise
1. 1 2 3 4 5 6 7  Grand angle sur le fonds Adolphe Fruhinsholz. Abgerufen am 13. Januar 2025 (französisch).
2. ↑  Albert Gieseler: Gebr. Frühinsholz, Küferei.
3. ↑  Historical Background of Tonnellerie Marchive – The Evolution of Tonnellerie Marchive Over the Decades.
4. 1 2  Usine de matériel d'équipement industriel, ancienne tonnellerie Fruhinsholz. Abgerufen am 13. Januar 2025 (französisch).
5. ↑  Société Francaise des Etablissements de Tonnellerie Mécanique, Adolphe Fruhinsholz, Nancy, France, 1909.
6. ↑  Die Oktobertagung in Berlin. In: Der Böhmische Bierbrauer. Zeitschrift des Brauindustrievereines im Königreiche Böhmen. Organ für die Interessen des gesammten Brauwesens, 20. November 1908, S. 6 (online bei ANNO).
7. ↑  Chalet de la tonnellerie Adolphe Fruhinsholz (Nancy) - ANONYME - 1905 - Fiche documentaire - IMAGE'EST - Pôle de l'image en région Grand Est. Abgerufen am 13. Januar 2025 (französisch).
8. ↑  Francis Roussel: Le travail et les hommes dans le vitrail des XIXe et XXe siècles en Lorraine. De l’atelier de Joseph à la coulée d’un haut fourneau de Longwy. In: Actes des congrès nationaux des sociétés historiques et scientifiques. Band 127, Nr. 10, 2009, S. 28–61 (persee.fr [abgerufen am 13. Januar 2025]).
9. ↑  Par Marie Blanchardon Le 2 mars 2023 à 09h57: Marne : il manque encore 30 000 euros pour sauvegarder le tonneau géant de Chigny-les-Roses. 2. März 2023, abgerufen am 13. Januar 2025 (französisch).
10. ↑  Emile Gallé – Le grand foudre.
11. ↑  Das Riesenfaß von Nancy. In: Mährisches Tagblatt, 7. August 1899, S. 6 (online bei ANNO).
12. ↑  Grand angle sur le fonds Adolphe Fruhinsholz. Abgerufen am 13. Januar 2025 (französisch).
13. ↑  Diese Zahl wurde mit der Vorlage:Inflation ermittelt, ist auf volle 100.000 EUR gerundet und bezieht sich auf Januar 2025.
14. ↑  Verschiedenes. Bekanntlich hat das große Faß von Heidelberg…. In: Genossenschafts- und Vereins-Zeitung, 1. September 1899, S. 6 (online bei ANNO).
15. ↑  Grand foudre de 1904 de la tonnellerie Fruhinsholz (Nancy) - ANONYME - 1904 - Fiche documentaire - IMAGE'EST - Pôle de l'image en région Grand Est. Abgerufen am 13. Januar 2025 (französisch).
16. ↑  Foudre artistique de la tonnellerie Frühinsholz, Nancy Katalogeintrag zum Foto von Léopold Poiré (23. Juni 1879 in Metz; † 18. Juni 1917 in Nancy).
17. ↑  Foudre Monumental exécuté par la Maison Ad. Frühinsholz de Nancy, pour l’Exposition de St-Louis. In: Revue alsacienne illustrée, Chronique d'Alsace Lorraine, No 1, 1904 (vol. VI), veröffentlicht im Januar 1904.
18. ↑  Jean Watin-Augouard: Byrrh. In: Petites histoires de marques. Editions d’Organisation, 2002. S. 132.
19. ↑  Thuir: il faut sauver la plus grande cuve en chêne des caves Byrrh. Abgerufen am 13. Januar 2025 (französisch).
20. ↑  Deutsches Reichspatent Nr. 45694 vom 26. Juni 1888.
21. ↑  Neue Maschinen und Werkzeuge zur Holzbearbeitung (Patentklasse 38. Fortsetzung des Berichtes S. 293 d. Bd.). Polytechnisches Journal, Band 274, Jahrgang 1889, S. 351 und Tafel 17

Koordinaten: 48° 41′ 46″ N, 6° 12′ 4,9″ O